# سليمان بن محمد الجوخدار
سُليمان بن محمّد الجوخدار (1867-1957)، رجل قانون سوري، تَولّى إفتاء دمشق في العهد العثماني وكان نائباً عن مدينته في مجلس المبعوثان. عيّنه السلطان عبد الحميد الثاني قاضياً على الحرمين ومَثل أمام عصبة الأمم للدفاع عن حقوق المسلمين في حائط البراق كما تسلّم وزارة العدل لفترة وجيزة في عهد الرئيس محمّد علي العابد عام 1933.

## البداية
ولد سُليمان الجوخدار في حي العمارة بدمشق وكان والده الشيخ محمد الجوخدار خطيباً حنفياً معروفاً بتدريسه البخاري في الجامع الأموي القريب من دار أسرة الجوخدار. دَرس سُليمان الجوخدار العلوم الدينية وتتلمذ على يد عُلماء دمشق قبل الالتحاق بجامعة السوربون في باريس لنيل الشهادة العليا في القانون.

## قاضياً على الحرمين ومفتياً على دمشق
عاد الجوخدار إلى مدينته وتَدَرّج في والوظائف القضائية إلى أن أصبح قاضياً عن المدينة المنورة ومن ثمّ قاضياً على الحرمين في عهد السلطان عبد الحميد الثاني. انتُخب نائباً عن دمشق في مجلس المبعوثان في نهاية العهد الحميدي، وبعد خلع السلطان عن العرش، أُعيد ترتيب الوظائف الدينية في دمشق، وعُين سُليمان الجوخدار مفتياً على المدينة في صيف عام 1909.

## الجوخدار في عصبة الأمم
وبعد خروج الأتراك من سورية سنة 1918 حافظ سُليمان الجوخدار على منصبه القضائي في الدفاع عن المسجد الأقصى والمسجد النبوي، وتم إيفاده إلى سويسرا بعد أشهر قليلة من تأسيس عصبة الأمم مطلع عام 1920، للدفاع عن حقوق المسلمين في حائط البراق، وكان ذلك بطلب من حاكم سورية الجديد الملك فيصل الأول.  

## مدرساً في معهد الحقوق بدمشق
شارك سُليمان الجوخدار بتعريب وإعادة تأهيل معهد الحقوق العربي بدمشق بعد إغلاق قسري دام أشهراً بسبب ظروف الحرب العالمية الأولى. وأصبح عضواً في هيئته العِلمية ومُدرّساً لمادتي «قانون الأراضي» و«الفقه الإسلامي» مع عدد من جهابذة القانون، أمثال فارس الخوري وفوزي الغزي وشاكر الحنبلي. وفي منتصف العشرينيات، عُيّن سُليمان الجوخدار رئيساً لمحكمة التمييز الشرعية بدمشق، وأستاذاً في كلية الحقوق في الجامعة السورية.

## وزيراً للعدل في عهد محمد علي العابد
رشّح سُليمان الجوخدار نفسه للانتخابات النيابية عام 1932 ولكن الحظ لم يحالفه، فتم تعينه وزيراً للعدل في حكومة حقي العظم يوم 3 أيار 1933 بطلب من رئيس الجمهورية المنتخب حديثاً محمّد علي العابد، وهو صديق الجوخدار وأحد موكليه. ولكنه لم يستمر في هذا المنصب إلا أشهراً معدودة حتى آذار 1934.

## الأسرة
اشتهر ابنه الوحيد الدكتور إحسان الله الجوخدار من بعده، وهو رجل قانون، وكذلك حفيده الوحيد سُليمان سامي الجوخدار، العالم في إعجاز القرآن ومُدرّس مادة اللّسانيّات في المعهد الفرنسي للشرق الأدنى بدمشق.